# 印場駅
印場駅（いんばえき）は、愛知県尾張旭市にある、名鉄瀬戸線の駅である。駅番号はST13。
尾張旭市の最西端にある。

## 歴史
駅の開設は瀬戸線開業当時に遡るが、第二次世界大戦中に休止され、後に廃止となった。瀬戸線開業当時には車両整備工場も併設されていた。
その後、1995年（平成7年）に周辺の宅地開発の進展に伴い復活し、元の場所より約200m栄町寄りに再開業した。名鉄では当駅開業以来、既設路線では10年間駅を新設していなかった。駅再開業と同時に東側にあった踏切が廃止になった。

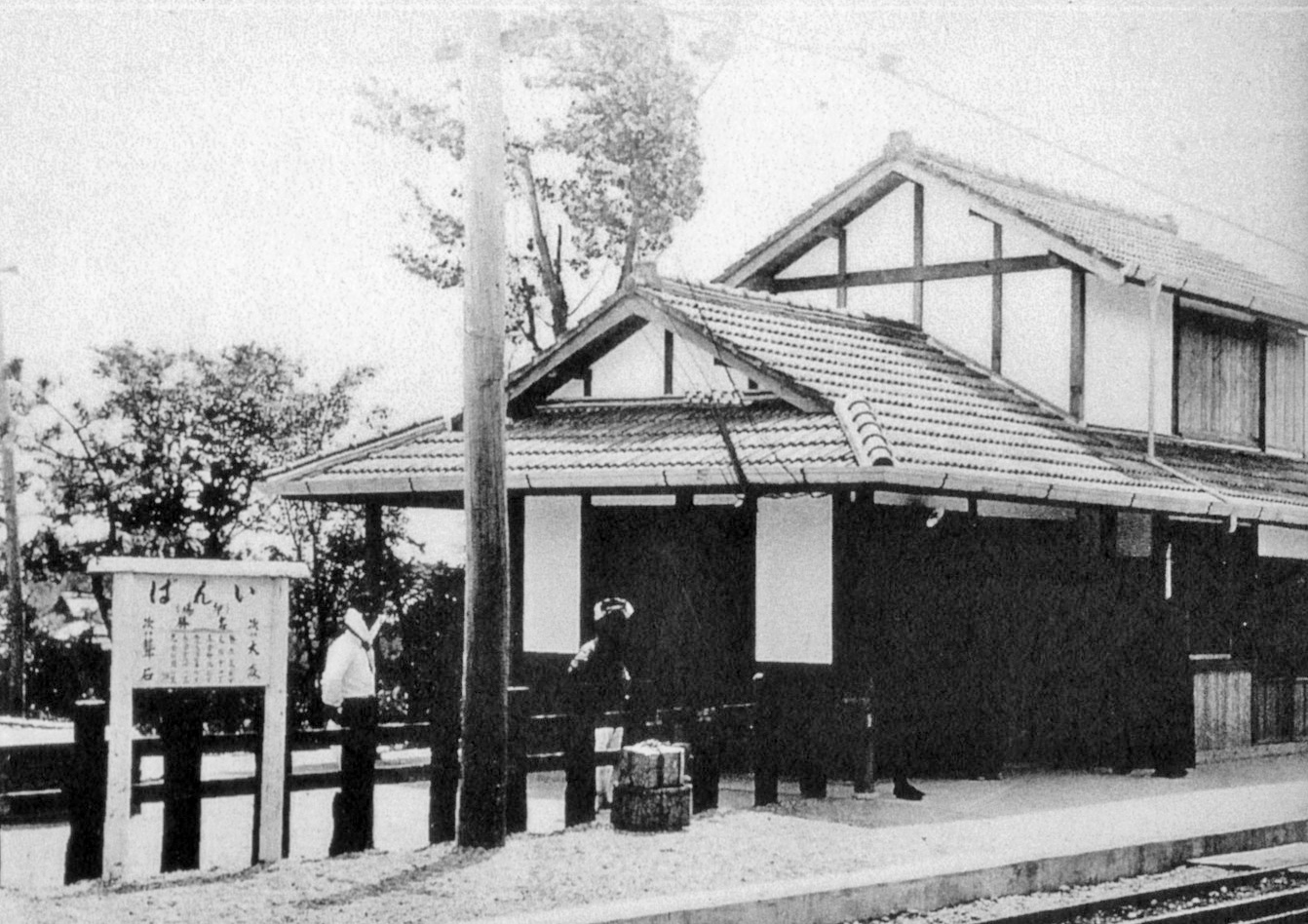
初代印場駅（大正時代）
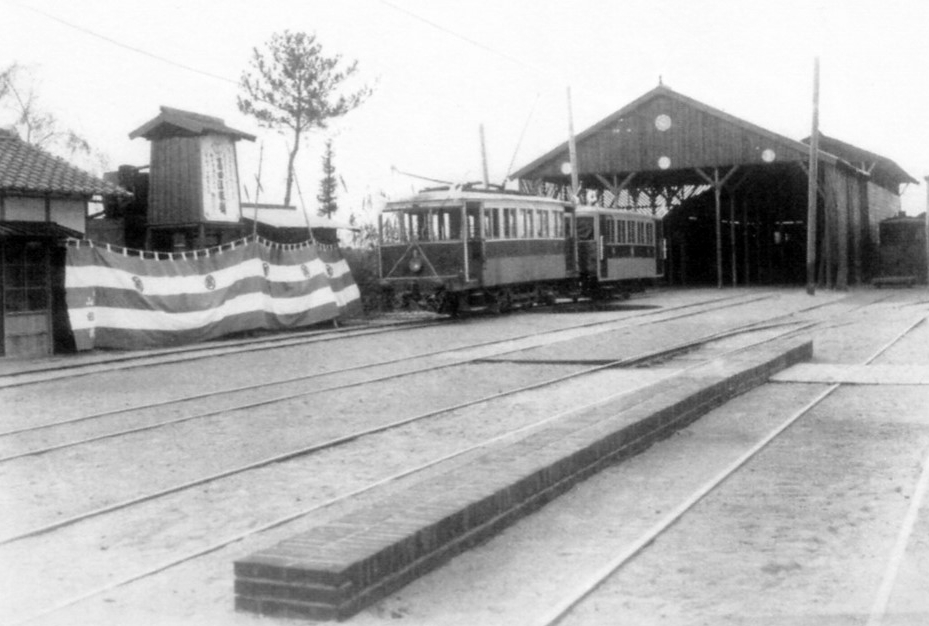
印場工場（1910年（明治43年）頃）

### 年表
- 1905年（明治38年）4月2日 - 開業。
- 1944年（昭和19年） - 休止。
- 1969年（昭和44年）4月5日 - 廃止。
- 1995年（平成7年）12月22日 - 復活、再開業[2][3]。
- 2006年（平成18年）8月24日 - 無人化[4]。駅集中管理システム導入。
- 2011年（平成23年）2月11日 - ICカード乗車券「manaca」供用開始。
- 2012年（平成24年）2月29日 - トランパス供用終了。
- 2023年（令和5年）3月30日 - エレベーター、バリアフリートイレの供用開始[5]。

## 駅構造
相対式2面2線ホームの地上駅。ホームの有効長は6両分相当。駅舎は地下にあり、改札口は地下の南北自由通路に設置されている。エレベーターは各ホームに1基ずつ設置されている。改札外のエレベーターは南口側にのみ設置されており、北口側はすぐ急な坂があるため設置されていない。
また、ホーム東端のスロープの先に臨時改札口があり、車椅子を利用している人などのための出入口として利用される（事前に電話による申し込みが必要）。
駅南側には、小規模ながらもバスターミナルを含めた駅前広場が整備されている。
| 番線 | 路線      | 方向 | 行先         |
| ---- | --------- | ---- | ------------ |
| 1    | ST 瀬戸線 | 下り | 尾張瀬戸方面 |
| 2    | ST 瀬戸線 | 上り | 栄町ゆき     |

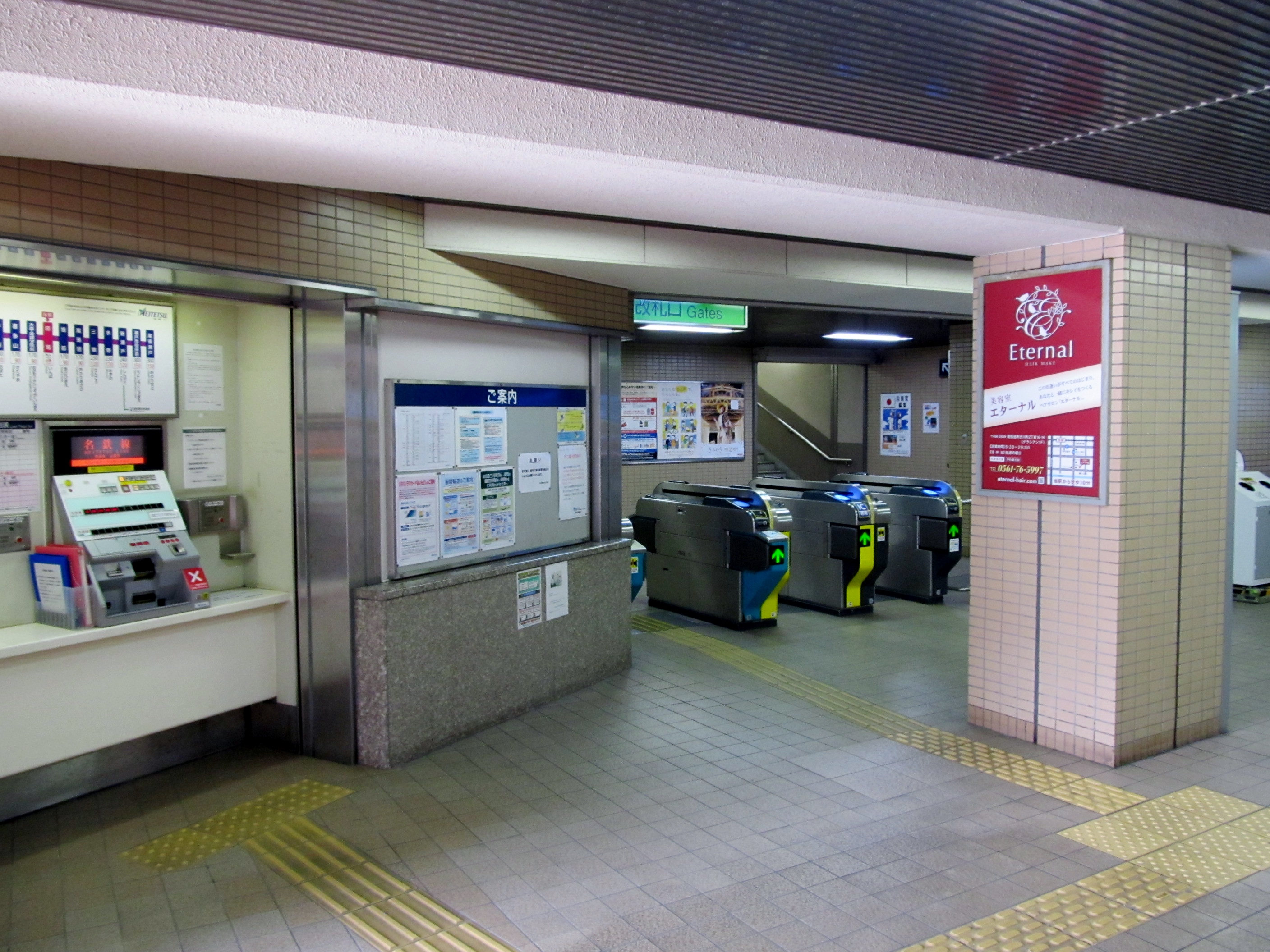
改札口
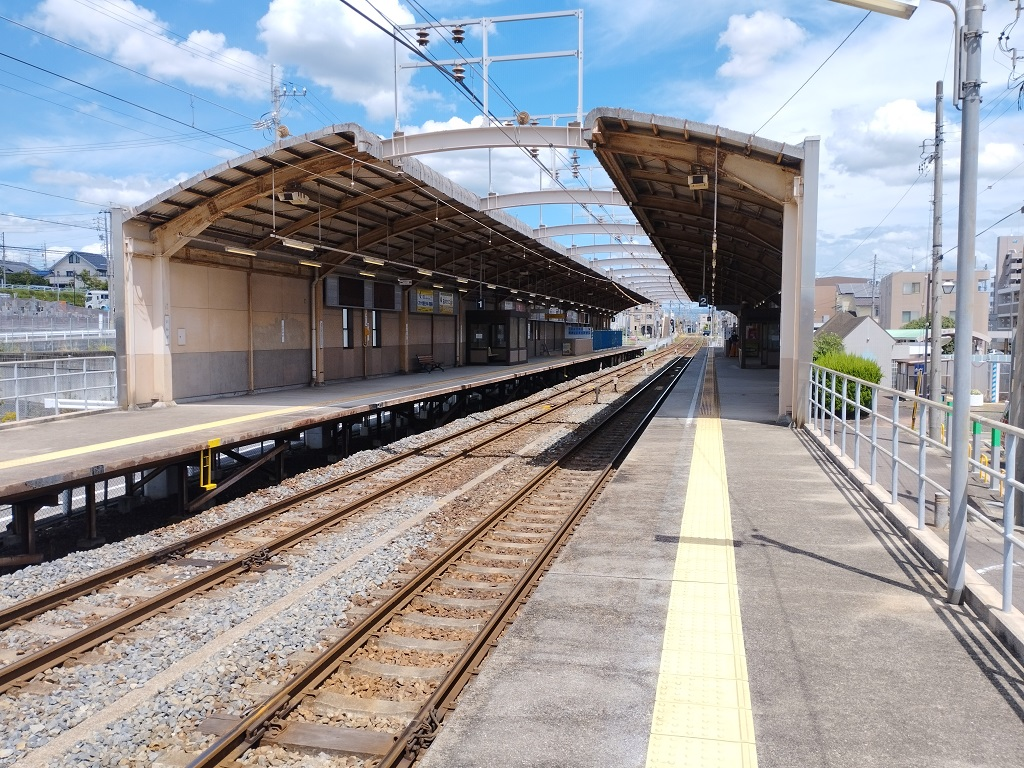
ホーム
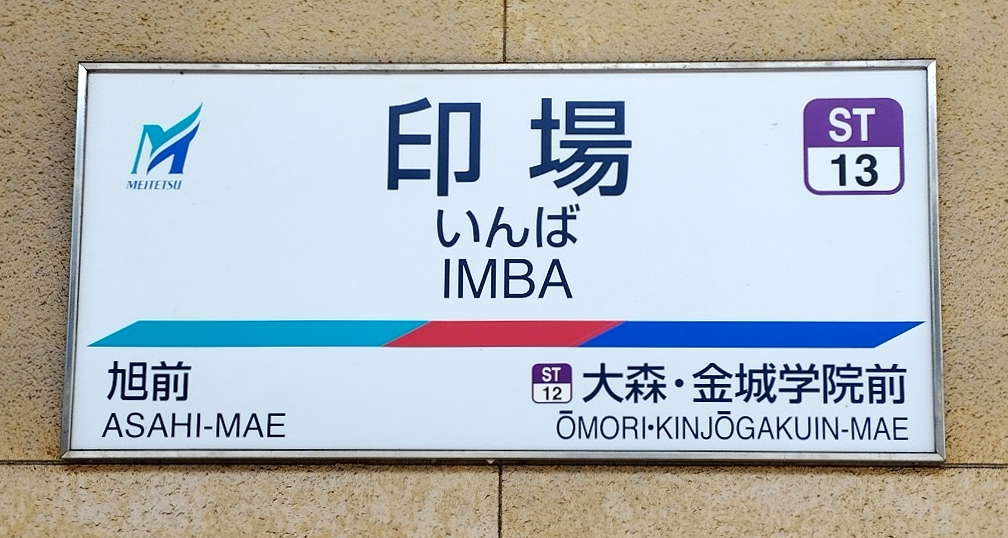
駅名標

### 配線図
| ← 尾張瀬戸方面 | 印場駅 構内配線略図 | → 大曽根・ 栄町方面 |
| 凡例 出典:     |                     |                     |

## 駅周辺
名古屋市との市境に近く、国立病院機構東尾張病院などは守山区になる。再開業当初は未開発で周辺に建物はほとんどなかったが開業後は少しずつ開発が進んでいる。駅のすぐ北側は急な斜面になっている。
- 尾張旭市立白鳳小学校
- 愛知県立旭野高等学校
- 東名高速道路
- 瀬戸街道（愛知県道61号名古屋瀬戸線）
- 渋川神社
- 小幡緑地東園
- 国立病院機構東尾張病院
- 旭労災病院
- どうだん亭

## バス
最寄りの停留所は、南口駅前交通広場にある名古屋市営バス（名古屋市交通局）の名鉄印場（名古屋市営バス、2020年（令和2年）10月1日に印場駅から改称）とあさぴー号の印場駅となる。以下の路線が乗り入れている。当駅は名古屋市ではなく尾張旭市に位置するが、名古屋市営バスが2001年（平成13年）のダイヤ改正時より駅前に乗り入れている（それまでは隣の大森霞ケ丘が終点だった）。また、駅南東にある平安会館尾張旭斎場の近くに印場停留所もあり、こちらは藤丘12と出入庫系統が経由し、高蔵寺行きのゆとりーとラインと出入庫系統が出ている。
2003年（平成15年）までは名鉄バスも当駅周辺を経由し、藤が丘と森林公園ゴルフ場前や中志段味などを結んでいた。
名古屋市営バス（名古屋市交通局）名鉄印場バス停
- 藤丘11：向野田経由藤が丘行
- 志段味巡回：小幡行、東谷山フルーツパーク行
- 森.藤：大森車庫行、四軒家経由藤が丘行（印場停留所にも停車）

※ 2022年（令和4年）4月の再編で曽根11は名鉄印場停留所には来なくなった。
あさぴー号（尾張旭市営バス）印場駅バス停
- 西ルート：右回り市役所行、左回り市役所行

※ 旭労災病院への無料送迎バスも南口の駅前広場を発着している。

## 利用状況
- 『名鉄120年：近20年のあゆみ』によると2013年度当時の1日平均乗降人員は4,833人であり、この値は名鉄全駅（275駅）中87位、瀬戸線（20駅）中11位であった[8]。
- 「尾張旭市の統計」、「移動等円滑化取組報告書」によると、当駅の一日平均乗降人員は以下の通り推移している[9][10]。

| 年度   | 1日平均 乗降人員 |
| ------ | ---------------- |
| 2003年 | 3,753            |
| 2004年 | 3,850            |
| 2005年 | 3,920            |
| 2006年 | 4,022            |
| 2007年 | 4,255            |
| 2008年 | 4,359            |
| 2009年 | 4,338            |
| 2010年 | 4,376            |
| 2011年 | 4,518            |
| 2012年 | 4,651            |
| 2013年 | 4,833            |
| 2014年 | 4,910            |
| 2015年 | 5,134            |
| 2016年 | 5,228            |
| 2017年 | 5,439            |
| 2018年 | 5,523            |
| 2019年 | 5,526            |
| 2020年 | 4,615            |

## 隣の駅
名古屋鉄道
ST 瀬戸線
■急行
通過
■準急・■普通
大森・金城学院前駅（ST12） - 印場駅（ST13） - 旭前駅（ST14）